# Carceda
Carceda es una parroquia del concejo de Cangas del Narcea, en el Principado de Asturias, España. Está situada en la sierra de La Pilarina, y se accede por la carretera local de 2.º orden CN-2. Aparece ya datada en un documento del año 1033. La iglesia de Santa María de Carceda es de estilo románico.
En 2020 contaba con 144 habitantes, de los cuales 78 eran hombres y 66, mujeres.